# Casabianca (Tolima)
Pour les articles homonymes, voir Casabianca.
Casabianca est une municipalité colombienne située dans le département de Tolima.